# Weng im Gesäuse
Weng im Gesäuse (fino al 2003 Weng bei Admont) è località di 564 abitanti del comune austriaco di Admont, nel distretto di Liezen (Stiria). Già comune autonomo, il 1º gennaio 2015 è stato aggregato a Admont assieme agli altri comuni soppressi di Hall e Johnsbach.